# Ischnoptera bicolorata
Ischnoptera bicolorata es una especie de cucaracha del género Ischnoptera, familia Ectobiidae. Fue descrita científicamente por Lopes & Oliveira en 2005.
Habita en Brasil.